# Gustav V. Švedski
Gustav V. (punim imenom Oscar Gustaf Adolf; 16. lipnja 1858. – 29. listopada 1950.) je bio kralj Švedske od 1907. godine do svoje smrti.

## Životopis
Bio je najstariji sin budućeg švedsko-norveškog kralja Oskara II. i Sofije od Nassaua. Rođen je u palači Drottningholm, a po rođenju je dobio titulu vojvode od Värmlanda.
Godine 1881. oženio je Viktoriju Badensku, čime je prvi put u švedsku kraljevsku obitelj dinastije Bernadotte dovedena krv prethodne švedske dinastije, Holstein-Gottorp. S njom je imao tri sina.

## Vladavina
Godine 1907. naslijedio je oca na švedskom prijestolju koje je 1905. godine odvojeno od norveškog. Gustav V. je bio posljednji švedski kralj koji se direktno umiješao u politiku svog kraljevstva i to 1914. godine, tijekom rasprava o proračunu za obranu. Bio je konzervativan, nije odobravao demokratizaciju i zahtjeve za prava radnika.

### Prvi svjetski rat
Smatralo se da gaji simpatije prema Nijemcima tijekom Prvog svjetskog rata. Na njegove političke poglede tijekom rata znatno je utjecala njegova dominantna supruga, kraljica Viktorija, Njemica koja je Njemačku uvijek smatrala svojom domovinom. Godine 1914. organizirao je sastanak kraljeva skandinavskih kraljevina, sastavši se s norveškim kraljem Haakonom VII. i danskim kraljem Kristijanom X. Cilj sastanka bio je jačanje međusobnih veza skandinavskih kraljevina, ali i uvjeravanje danskog i norveškog kralja da nema namjeru stati na stranu Njemačke.

### Drugi svjetski rat
Kralj se, u diplomatske svrhe, tijekom Drugog svjetskog rata družio s određenim nacističkim vođama. Prema povjesničaru Jörgenu Weibullu, Gustav V. je pokušao uvjeriti Adolfa Hitlera da bude blaži prema Židovima. Mađarskoj je uputio molbu da spasi svoje Židove "u ime čovječanstva". Na zahtjev američkog predsjednika Franklina D. Roosvelta, zatražio je od Hitlera pregovore o miru 1938. godine.
Kada je Njemačka napala Sovjetski savez u listopadu 1941. godine, Gustav V. je Hitleru napisao privatno pismo u kojem mu je zahvalio na napadu na "boljševičku gamad" i čestitao na "već postignutim pobjedama". Premijer Per Albin Hansson je spriječio slanje tog pisma, ali kralj je ipak Hitleru poslao poruku brzojavom putem njemačkog veleposlanstva u Stockholmu bez znanja švedske vlade.
Prema premijeru Hanssonu, Gustav V. je tijekom njihovog razgovora prijetio abdikacijom u slučaju da vlada ne dopusti Nijemcima da premjesti dio svoje vojske sa sjevera Norveške na sjever Finske preko švedskog teritorija. Gustav V. je navodno na ovaj način želio izbjeći invaziju Švedske od strane Njemačke. Točnost ove tvrdnje je osporena.

## Interesi
Kralj Gustav V. je bio strastveni tenisač i sponzor športaša. Susreo se s tenisom za vrijeme posjeta Ujedinjenom Kraljevstvu 1876. godine. Po povratku u Švedsku osnovao je prvi švedski teniski klub. Tijekom posjeta Berlinu Gustav V. je, odmah nakon sastanka s Hitlerom, otišao na teniski meč sa Židovom Danielom Prennom. Tijekom Drugog svjetskog rata osobno je intervenirao kako bi osigurao bolji tretman tenisača zatvorenih u Njemačkoj.

## Smrt
Kralj Gustav V. je umro 1950. godine u 92. godini života. Naslijedio ga je sin, Gustav VI. Adolf.
| Prethodnik Oskar II. | Kralj Švedske 1907. - 1950. | Nasljednik Gustav VI. Adolf |